# ۱۷ خرگوش

میدان وسیع در اطراف «۱۷ خرگوش». میدان دید تقریباً ۲,۷ درجه است.

۱۷ خرگوش یک ستاره است که در صورت فلکی خرگوش قرار دارد.